# 유카탄작은귀땃쥐
유카탄작은귀땃쥐(Cryptotis mayensis)는 땃쥐과에 속하는 포유류의 일종이다. 주로 과테말라와 벨리즈 그리고 멕시코의 유카탄반도의 저지대 지역에서 알려져 있으며, 해발 100m 이하의 건조한 관목지대와 열대 건조림에서 발견된다. 산림 파괴때문에 멸종 위협을 받고 있다.